# Gymnasium Vilshofen
Das Gymnasium Vilshofen  ist ein Gymnasium in der Stadt Vilshofen an der Donau im Landkreis Passau in Niederbayern.

## Geschichte
Mit der Lateinschule in  Vilshofen, aus der das Gymnasium  hervorgegangen ist, kann die Schule auf eine  700-jährige Geschichte zurückblicken. Mit Ritter Schweiker I. Tuschl wurde 1343 im Stiftungsbrief des Bürgerspitals zu Vilshofen erstmals ein Schulmeister genannt. In der Matrikel der Universität Wien fand sich während des 15. Jahrhunderts eine Reihe Vilshofener Studenten, ebenso an der 1472 gegründeten Universität Ingolstadt. Das Forkwerkhaus, an der Stelle des heutigen Eckhauses in der Donaugasse Nr. 1, wurde im 15. Jahrhundert für den Unterricht vom damaligen Bürgermeister Peter Preu zu einem Schulhaus für den Lateinunterricht ausgebaut. Im Jahr 1853 erfolgte die Aufhebung der Lateinschule und ihre Umwandlung in eine "bloße" Feiertagsschule. Ab dem Jahre 1875 fungierte die Schule als  bürgerliche Real- und Tagesfortbildungsschule. Ab 1909 konnte von der zweiklassigen Realschule an eine königliche Realschule übergetreten werden. Mädchen durften den Unterricht an der Bildungseinrichtung ab 1919 besuchen. Schulleiter Karl Wild erwirkte 1957 für die Oberrealschule Vilshofen  die Errichtung des neuen Schulgebäudes in der Professor-Scharrer-Straße. Zum staatlichen Vollgymnasium wurde die Schule im Jahr 1965 umgewandelt. Seitdem folgten zahlreiche architektonische Erweiterungen und Umbauten.
Seit 1985 erfolgt ein regelmäßiger Schüleraustausch mit der Partnerschule Lycée Marie-Joseph in Trouville-sur-Mer in der Normandie (Frankreich) und seit 2009 mit der Lincoln Sudbury Regional High School in der Nähe von Boston (USA).

## Struktur
Das Gymnasium Vilshofen  ist ein naturwissenschaftlich-technologisches und sprachliches Gymnasium. Im naturwissenschaftlichen Bereich lautet die Sprachenfolge Englisch, Latein oder Französisch. Der sprachliche Zweig beginnt mit Englisch, gefolgt von Latein und  Französisch. Ab der  11. Jahrgangsstufe kann als spät beginnende Fremdsprache Spanisch gewählt werden.
Das Gymnasium ist zudem Seminarschule für die Fächer Englisch, Deutsch, Geschichte, Geographie, Sport weiblich und Wirtschaftswissenschaften. An der Schule unterrichten etwa 60 hauptamtliche Lehrkräfte (Schuljahr 2023/24) und etwa 10 Referendare.

## Leitung
- Karl Wild (1949–1975)
- Rudolf Lehner (1975–1992)
- Wilhelm Hundsrucker (1992–1997)
- Kurt Wagner (1997–2006)
- Martin Hobmeier (2006–2011)
- Bernd-Michael Lipke (2011–2017)
- Stefan Winter (seit 2017)

## Persönlichkeiten

### Bekannte ehemalige Schüler
- Klaus Bogenberger (* 1971), Ingenieurwissenschaftler und Hochschullehrer
- Kerstin Claus (* 1969), Bundesbeauftragte für Fragen des sexuellen Kindesmissbrauchs der Bundesregierung, UBSKM.
- Andreas Kuffner (* 1987), Ruderer (Weltmeister 2011 und Olympiasieger 2012)
- Hans Joachim Schellnhuber (* 1950), Physiker und Klimaforscher.

### Bekannte Lehrer
- Klaus Rose (* 1941), Politiker